# Beraba cauera
Beraba cauera é uma espécie de coleóptero da tribo Eburiini (Cerambycinae); com distribuição restrita ao estado do Amazonas (Brasil).

## Sistemática
- Ordem Coleoptera
  - Subordem Polyphaga
    - Infraordem Cucujiformia
      - Superfamília Chrysomeloidea
        - Família Cerambycidae
          - Subfamília Cerambycinae
            - Tribo Eburiini
              - Gênero Beraba
                - B. cauera (Galileo & Martins, 1999)